# Hendrik II van Longueville
Hendrik II van Longueville (6 april 1595 - Rouen, 11 mei 1663) was van 1595 tot aan zijn dood hertog van Longueville en vorst van Neuchâtel en van 1631 tot aan zijn dood graaf van Saint-Pol. Hij behoorde tot het huis Orléans-Longueville.

## Levensloop
Hendrik II was de zoon van hertog Hendrik I van Longueville en diens echtgenote Catharina, dochter van hertog Lodewijk IV Gonzaga van Nevers. Zijn dooppeter was koning Hendrik IV van Frankrijk.
Zijn vader stierf amper twee dagen na zijn geboorte. Hendrik volgde hem op als hertog van Longueville, Estouteville en Coulommiers, vorst en soeverein van Neuchâtel en Valangin, prins van Châtelaillon en graaf van Dunois en Tarcarville. Bovendien werd hij gouverneur van Picardië en was hij vanaf 1631 na de dood van zijn oom Frans III graaf van Saint-Pol.
Tijdens het regentschap van Maria de' Medici in Frankrijk was Hendrik II een tegenstander van haar favoriet Concino Concini. Hij besloot daarom deel te nemen aan het complot van Hendrik II van Bourbon-Condé tegen Concini, wat resulteerde in de arrestatie van Bourbon-Condé en hoge schulden voor hemzelf. Hendrik kon zijn schulden doen verdwijnen door te huwen met Louise, dochter van de rijke graaf Karel van Bourbon-Soissons. 
Nadat koning Lodewijk XIII van Frankrijk zelfstandig begon te regeren, diende Hendrik II het gouverneurschap van Picardië af te staan aan Lodewijks favoriet Charles de Luynes. In ruil werd hij in 1619 benoemd tot gouverneur van Normandië. In de zomer van 1620 steunde hij de revolte van Lodewijks moeder Maria de' Medici, maar het Parlement van Rouen en het dorp Dieppe, dat Hendrik belegerde, besloten trouw te blijven aan de koning. Als gevolg hierdoor werd Hendrik II enkele maanden van zijn functies ontheven. 
Vanaf dan hield Hendrik II zich tijdens de volledige regering van Lodewijk XIII rustig en werd hij niet meer toevertrouwd met militaire opdrachten totdat de Spanjaarden in 1636 tijdens de Dertigjarige Oorlog een overwinning behaalden in Corbie. Tussen 1637 en 1641 leidde Hendrik de militaire campagne in de Franche-Comté, Piëmont, de Elzas en in de Palts. Vanaf 1645 leidde hij de Franse delegatie tijdens de voorbereidende gesprekken die in 1648 zouden leiden tot de Vrede van Westfalen, dat een einde maakte aan de Dertigjarige Oorlog.
Als vorst van Neuchâtel was Hendrik II een rem voor de hegemonie van het huis Habsburg en allieerde hij met het Oude Eedgenootschap, waardoor hij van de Heilige Roomse keizer formeel ontheven werd van al zijn Zwitserse kantons. Tijdens de onderhandelingen van de Vrede van Westfalen probeerde Hendrik ook om Neuchâtel en Valangin bij het Oude Eedgenootschap te voegen, maar dit mislukte. 
Tijdens de La Fronde-opstand maakte Hendrik II deel uit van de groep aristocraten die het parlement steunden. Hij probeerde tevergeefs zijn regering in Normandië op te vorderen om Parijs te redden, dat belegerd werd door de koninklijke troepen die aangevoerd werden door zijn schoonbroer Lodewijk II van Bourbon-Condé. Zijn gebieden werd al snel ingesloten door de koninklijke troepen aangevoerd door graaf Hendrik van Harcourt. De vrede van Rueil in 1649 zorgde slechts voor een korte pauze in de La Fronde-opstand, die heropleefde nadat Hendrik II en enkele andere edelen op 14 januari 1650 op bevel van kardinaal Jules Mazarin werden gearresteerd.
In mei 1663 stierf Hendrik op 68-jarige leeftijd in Rouen, in het Hôtel de Saint-Ouen. 

## Huwelijken en nakomelingen
Op 10 april 1617 huwde Hendrik II met Louise (1603-1637), dochter van graaf Karel van Bourbon-Soissons. Ze kregen drie kinderen:
- Maria (1625-1707), gravin van Saint-Pol en vorstin van Neuchâtel, huwde met hertog Hendrik I van Savoye-Nemours
- Louise (1626-1628)
- een doodgeboren kind (1634)

Na de dood van Louise hertrouwde hij op 2 juni 1642 met Anna Genoveva (1619-1679), dochter van prins Hendrik II van Bourbon-Condé. Ze kregen vier kinderen:
- Charlotte Louise (1644-1645), mademoiselle de Dunois
- Jan Lodewijk (1646-1694), hertog van Longueville, vorst van Neuchâtel en graaf van Saint-Pol
- Marie Gabrielle (1646-1650)
- Karel (1649-1672), hertog van Longueville, vorst van Neuchâtel en graaf van Saint-Pol (door hem erkend, hoewel de echte vader waarschijnlijk François de La Rochefoucauld was).

- Biblioteca Nacional de España: XX1310024
- Bibliothèque nationale de France: cb13496289q (data)
- Gemeinsame Normdatei: 115812067
- Historisch woordenboek van Zwitserland: 044493
- International Standard Name Identifier: 0000 0001 2135 0921
- Library of Congress Control Number: no2009038976
- Nederlandse Thesaurus van Auteursnamen: 278603084
- SNAC: w6tj1pgq
- Système universitaire de documentation: 068909004
- Union List of Artist Names: 500353763
- Virtual International Authority File: 59238608
- WorldCat: E39PBJmTtW9pb7T7Dx7cXM8V4q